# Мухутдинов, Иршат Закирович
Ирша́т Заки́рович Мухутди́нов (тат. Иршат Мөхетдинев, İrşat Möxetdinef, 6 февраля 1929, Казани, Татарская АССР, РСФСР  — 6 февраля 2008, Казань, Российская Федерация) ― советский татарский врач-эпидемиолог, кандидат медицинских наук (1966), доцент, Заслуженный врач РСФСР (1974), министр здравоохранения Татарской АССР (1964—1984), директор Казанского научно-исследовательского института эпидемиологии и микробиологии (1986—1989).

## Биография
Родился 6 февраля 1929 года в Казани, Татарская АССР, РСФСР.
В 1953 году окончил Казанский государственный медицинский институт, после этого начал работать младшим научным сотрудником в Казанском научно-исследовательском институте эпидемиологии и микробиологии.
В 1956 году назначен Главным государственным санитарным врачом Татарской АССР и главным врачом Республиканской санитарно-эпидемиологической станции. С 1964 по 1984 год Мухутдинов работал министром здравоохранения ТАССР. В работе на этой должности раскрылись его деловые и человеческие качества – огромная работоспособность, профессиональное решение вопросов, высокая ответственность за порученное дело. С 1960 по 1980-е годы Мухутдинов внёс значительный вклад в дело укрепления материально-техническая база учреждений здравоохранения, например, были построены Детская республиканская клиническая в 1977, Республиканская клиническая больницы в 1982 году, многопрофильная больница в городе Набережные Челны. Во всех крупных населенных пунктах при его содействии были открыты участковые, в районных центрах — центральные районные больницы.
После ухода с поста министра, в 1984 году стал заведующим кафедрой эпидемиологии Казанского медицинского института (работал в этой должности до 1994 года), одновременно, с 1986 по 1989 год был директором Казанского научно-исследовательского института эпидемиологии и микробиологии. С 1994 года занимался консультированием по вопросам эпидемиологии и организации здравоохранения при кафедре эпидемиологии Казанского медицинского университета.
Мухутдинов является автором работ по профилактике и эпидемиологии брюшного тифа, кишечных инфекций. С 1967 по 1985 год избирался депутатом Верховного Совета Татарской АССР. Умер 11 августа 2008 года в Казани.

## Награды и звания
- Орден Октябрьской Революции
- Два Ордена Трудового Красного Знамени
- Орден «Знак Почёта»
- Заслуженный врач РСФСР (1974)
- медали
- Почётные грамоты Верховного Совета ТАССР и Верховного Совета РСФСР.

## Известные адреса
- Казань, улица Гагарина, 26.[2]
- Казань, Товарищеская улица, 21.[3]

## Сочинения
- Как предупредить кишечные заболевания. Казань, 1977.
- Диагностика и лечение вирусного гепатита у детей. Казань, 1979.